# Fritz Herdi
Fritz Herdi (* 14. Oktober 1920 in Frauenfeld; † 18. März 2014 in Zürich; heimatberechtigt in Holziken) war ein Schweizer Musiker, Musiklehrer, Radiomoderator, Journalist und Schriftsteller.

## Leben
Fritz Herdi war der Sohn des Gymnasiallehrers Ernst Herdi und der Musikpädagogin Cécile Herdi geborenen Krebser – und, wie er selbst betonte – Enkel zweier Pfarrherren. 1939 besuchte er in Luzern die Hotelfachschule. Zwischen seinen militärischen Aktiveinsätzen im Zweiten Weltkrieg studierte er am Konservatorium in Winterthur und wirkte als Unterhaltungspianist. Von 1947 bis 1962 war er als Lehrer für Klavierjazz an der Musikakademie Zürich tätig und von 1957 bis 1990 als Programmgestalter beim Schweizer Radio DRS mit eigenen Sendungen wie Fyrabig («Feierabend») und Noten und Notizen.
Ab 1941 war Herdi auch journalistisch tätig, so ab 1961 als ständiger Mitarbeiter der Satirezeitschrift Nebelspalter, 1965–1978 als Redaktor im Aussendienst, Gastrokritiker und Kolumnenschreiber beim Tages-Anzeiger, 1982–1995 Gastrokritiker für die Wochenzeitung Züri Woche sowie fünfzehn Jahre führender Gastrokritiker für den Pendo-Führer Zürich zum Essen gern. Ab Mitte der 1950er-Jahre publizierte er Wörter- und Sprüchesammlungen sowie Anekdoten und humoristische Bücher zur Zürcher Milieusprache. Zudem übersetzte er amerikanische Musikliteratur und Autobiografien amerikanischer Jazzmusiker ins Deutsche, beispielsweise von Jelly Roll Morton, Sidney Bechet und Benny Goodman.

## Werk
Herdi schaute, «einem Rat Luthers folgend» (wie der Tages-Anzeiger im Jahr 2000 schrieb), «den Zürchern aufs Maul» und nahm auch Ausdrücke in seine Werke auf, welche sexuell konnotiert sind und deshalb erst viel später publiziert wurden, sowie solche, die diskriminierend wirken. Seine Werke fanden international Beachtung. Der Literatur- und Sprachwissenschafter Roland Ris bezeichnet Fritz Herdis Sammlungen im Bereich der sogenannten Gassensprache als das Beste, was es vor dem von Domenico Blass zusammengestellten Züri-Slängikon gegeben habe.

## Ehrung
Vom Zürcher Regierungsrat erhielt Herdi 1985 eine Ehrengabe.

## Publikationen
- Limmatblüten : Vo Abblettere bis Zwibackfräsi. Aus dem Wortschatz der 5. Landessprache, Sanssouci Verlag, Zürich 1955.
- Zürifäschtgruess 1956: es Vokabular für Schlachtebummler, Sanssouci-Verlag, Zürich 1956.
- Limmatfalter. Vo Abe-mischte bis zwitschere. (Ein Gassenwörterbuch für Fortgeschrittene), Sanssouci Verlag, Zürich, 1956.
- Sidney Bechet. Eine Autobiographie, englischer Originaltitel: Treat it gentle, übersetzt von Fritz Herdi in: Alle Kinder Gottes tragen eine Krone, Buchclub Ex Libris, Zürich 1963.
- Feldgrau bis heiter, mit Zeichnungen von Fredy Sigg; Anekdoten gesammelt von Fritz Herdi. Benteli-Verlag, Bern, 1967.
- Schweizer Witz, erste Ausgabe 1968.
- Kneipenpoesie. Inschriften auf Schanktischen, Biertellern und Kneipenwänden, erste Ausgabe 1972; Sanssouci-Verlag, Zürich 1982, ISBN 3-7254-0362-7.
- Autolatein. Vom Umgangston der Autofahrer, erste Ausgabe 1973.
- Spielerlatein in Sprüchen und Anekdoten, erste Ausgabe 1977.
- Autoblüten. Poesie an Heck und Kotflügeln, Sanssouci Verlag, Zürich 1975.
- Das Spiel geht weiter, erste Ausgabe 1979.
- Polizeischtund, mini Herre!, erste Ausgabe 1980.
- Färnseh-Witz vom Herdi Fritz. Scherze, Pointen und Anekdoten rund ums Fernsehen von Abschalten über Monatsrate bis Sesselkleben und Sinnestrübungen, Nebelspalter-Verlag, Rorschach 1983, ISBN 3-85819-058-6.
- Also sprach Zürithustra. Zürich anekdotisch, Pendo-Verlag, Zürich 1983, ISBN 3-85842-078-6.
- Wänns chlöpft, no en Meter! Zum Thema Auto weitere Witze, Anekdoten, Aussprüche und volkstümliche Ausdrücke, Nebelspalter-Verlag, Rorschach 1983, ISBN 3-85819-052-7.
- Zürich anekdotisch, erste Ausgabe 1984.
- Fürio! Fritz Herdi sammelte Witze, Anekdoten und Kuriositäten rund um Feuer und Feuerwehr, Nebelspalter-Verlag, Rorschach 1984, ISBN 3-85819-067-5.
- O du heiliger Sankt Florian!, erste Ausgabe 1985.
- Heiteres aus feldgrauem Dienst. Wie Soldaten reden, gewürzt mit Anekdoten, hrsg. von der Allgemeinen schweizerischen Militärzeitschrift, Huber Verlag, Frauenfeld 1985, ISBN 3-274-00010-8.
- Mach kei Witz – scho wieder Mäntig. Aufsteller für 52 Wochen, Nebelspalter-Verlag, Rorschach 1989, ISBN 3-85819-137-X.
- Vorsicht, witziger Hund! Eine neue Sammlung hundstäglicher Pointen und Anekdoten aus dem Witznapf, Nebelspalter-Verlag, Rorschach 1989, ISBN 3-85819-142-6.
- Gopfriedstutz und Wolkebruch! Vorwiegend Heiteres zum Thema Wetter und Bauernregeln, Nebelspalter Verlag, Rorschach 1990, ISBN 3-85819-152-3.
- Stöck-Wiis-Sprüch. Heiteres Lexikon der Jass-Sprache, Nebelspalter-Verlag, Rorschach 1990, ISBN 3-85819-148-5.
- Elektriker sucht Anschluss. Kontaktanzeigen der heiteren Art, Nebelspalter-Verlag, Rorschach 1991, ISBN 3-85819-159-0.
- Eine Spritze voller Witze. Anekdoten, Witze und andere Pointen aus Wartzimmer, Praxis und Spital, Nebelspalter-Verlag, Rorschach 1991, ISBN 3-85819-161-2.
- Häsch mer Füür? Witze, Anekdoten und Sprüche von Nichtrauchern, Rauchern und Exrauchern, Nebelspalter-Verlag, Rorschach 1992, ISBN 3-85819-168-X.
- Erscht zwölfte – und scho wieder stier! Witze, Sprüche und Anekdoten über Geld, noch mehr Geld – und das Gegenteil, Nebelspalter-Verlag, Rorschach 1992, ISBN 3-85819-175-2.
- Häppi Börsdei tu iu! Vorwiegend Heiteres zu fast jedem Geburtstag von der Wiege bis zum Schaukelstuhl, Nebelspalter-Verlag, Rorschach 1993, ISBN 3-85819-179-5.
- Von Ärzten und Menschen. Die neusten Anekdoten, Witze und Pointen aus Wartezimmer, Praxis und Spital / nachgespritzt, Nebelspalter-Verlag, Rorschach 1993, ISBN 3-85819-186-8.
- Das isch denn Musig! Witze, Sprüche, Pointen, Anekdoten und Reimereien rund um Musik, Musiker, Klimperer und richtige Zuhörer, Nebelspalter-Verlag, Rorschach 1994, ISBN 3-85819-193-0.
- Limmatblüten. Vo Abblettere bis Zwibackfräsi – ein Gassenwörterbuch. 1. unzensurierte Ausgabe, Huber Verlag, Frauenfeld 2001, ISBN 3-7193-1232-1.